# CD 페이렌스
CD 페이렌스(Clube Desportivo Feirense)는 포르투갈 산타마리아다페이라를 연고지로 하는 축구 클럽이다. 이 팀은 1918년에 창단되었으며, 현재 리가 포르투갈 2에 참가하고 있다.

## 선수 명단

### 현역
참고: FIFA 자격 규정에 따라 소속된 국가대표팀 국기를 표시합니다. 선수는 복수의 FIFA 비회원국 국적을 가지고 있을 수 있습니다.
| 번호 | 포지션 | 국적       | 이름                |
| ---- | ------ | ---------- | ------------------- |
| 13   | DF     | 나이지리아 | 아이사 알리         |
| 24   | DF     | 키프로스   | 게오르기오스 오카스 |

| 번호 | 포지션 | 국적 | 이름              |
| ---- | ------ | ---- | ----------------- |
| 77   | FW     |      | 아민 레미         |
| 97   | GK     |      | 루카스 카니사레스 |

## 역대 감독
| 감독              | 임기        |
| ----------------- | ----------- |
| 안토니우 프라스쿠 | 1992 ~ 1993 |
| 치퀴뇨 카리오카   | 2000        |
| 알바루 마갈랑이스 | 2008        |

틀:CD 페이렌스
틀:CD 페이렌스 감독